# George Charles Beresford
Pour les articles homonymes, voir Beresford.
George Charles Beresford (10 juillet 1864 – 21 février 1938) est un photographe britannique d'origine irlandaise, natif  de Dromahair, dans le comté de Leitrim.

## Biographie

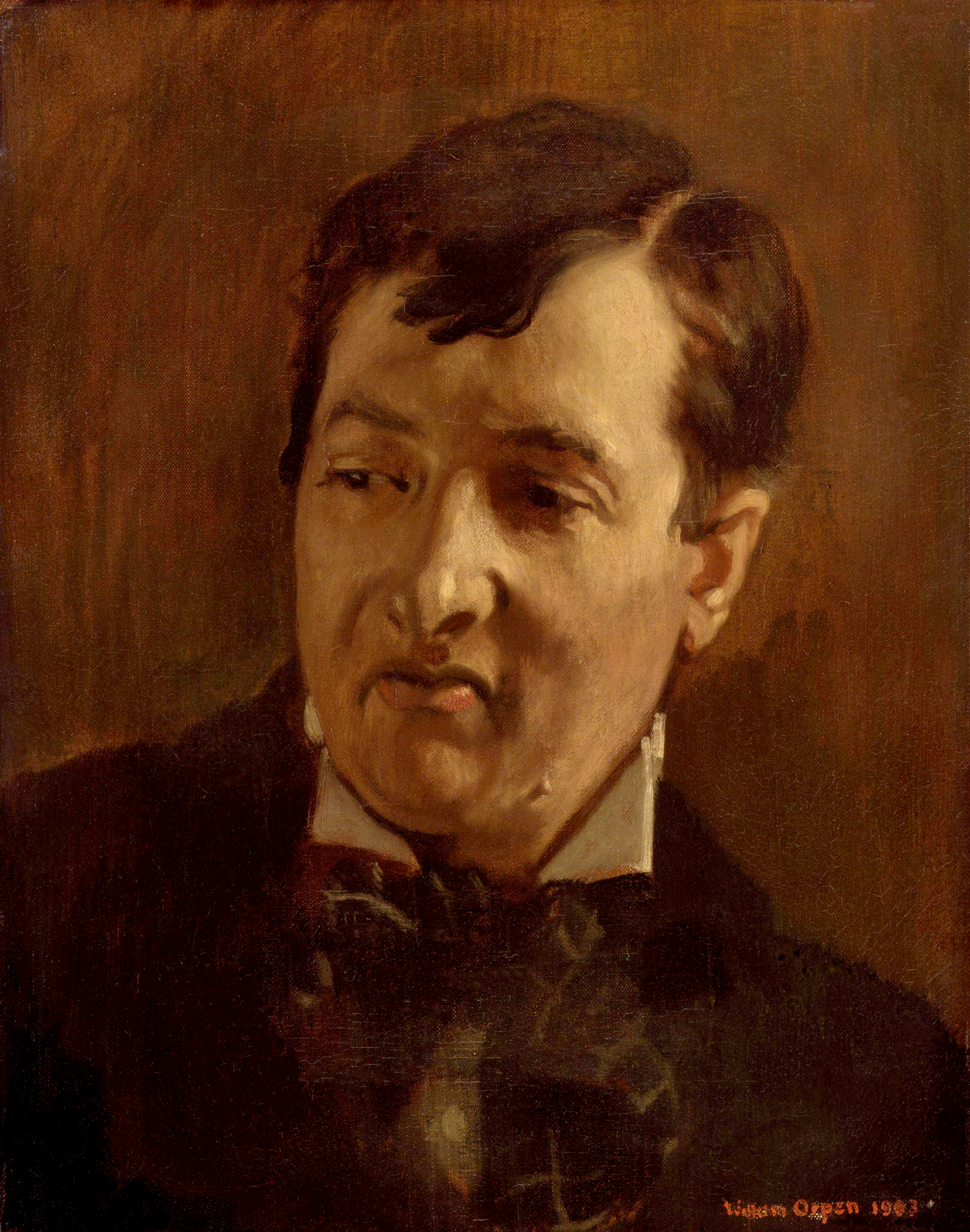
Portrait de George Charles Beresford par William Orpen (1903)

Membre de la famille Beresford, des marquis de Waterford (pairie d'Irlande), George Charles Beresford est le troisième des cinq enfants de Henry Marcus Beresford (1835-1895) et de son épouse Julia Ellen Maunsell (morte en 1923). Son grand-père paternel est Marcus Beresford, archevêque d'Armagh et descendant de Marcus Beresford, 1er comte de Tyrone.
George Charles Beresford est envoyé à Westward Ho! en 1877 pour suivre ses études au United Services College, où il a Rudyard Kipling pour condisciple. Il inspirera à Kipling le personnage de William « Turkey » M'Turk dans le recueil de nouvelles Stalky & Co. (1899). Pour sa part, Beresford évoquera ses souvenirs de collège dans son autobiographie Schooldays with Kipling (1936).
En 1882, il s'inscrit au Royal Indian Engineering College puis se rend en Inde, où il travaille comme ingénieur du génie civil au service de l'État. Quatre ans plus tard, ayant contracté la malaria, il regagne l'Angleterre et étudie les beaux-arts, avant d'exposer à la Royal Academy.
De 1902 à 1932, il travaille à Londres pour un studio de Knightsbridge, au 20, Yeoman's Row. Il utilise la technique de la platinotypie pour réaliser de nombreux portraits d'écrivains, d'artistes et de personnalités politiques. Ses photos paraissent dans des publications telles que The World's Work, The Sketch, The Tatler et The Illustrated London News. 
Généreux donateur envers la Croix-Rouge pendant la Première Guerre mondiale, il mène également une carrière d'antiquaire.
Beresford est un ami proche des peintres Augustus John et Sir William Orpen, et ils ont réalisé mutuellement leur portrait à plusieurs reprises.
En 1943, la National Portrait Gallery de Londres achète près de 400 de ses négatifs et de ses tirages auprès de son ancienne secrétaire.

## Galerie

Photographies de Beresford
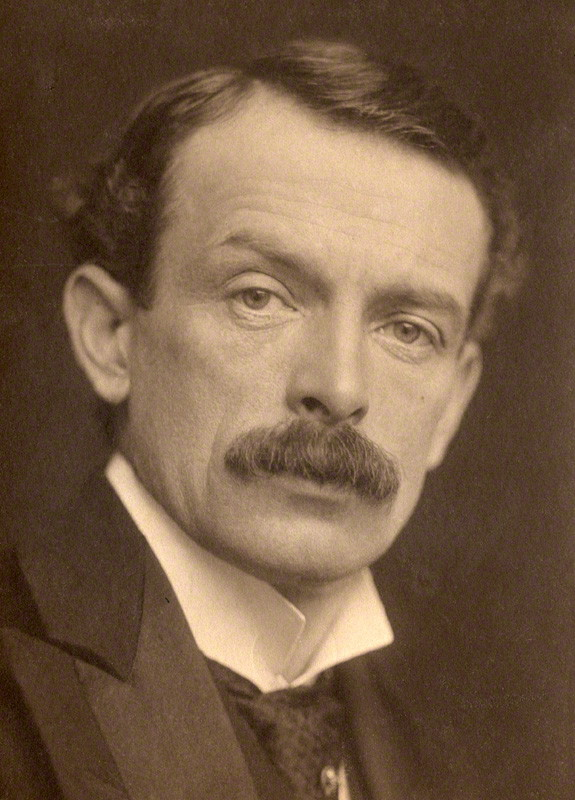
David Lloyd George (1902)
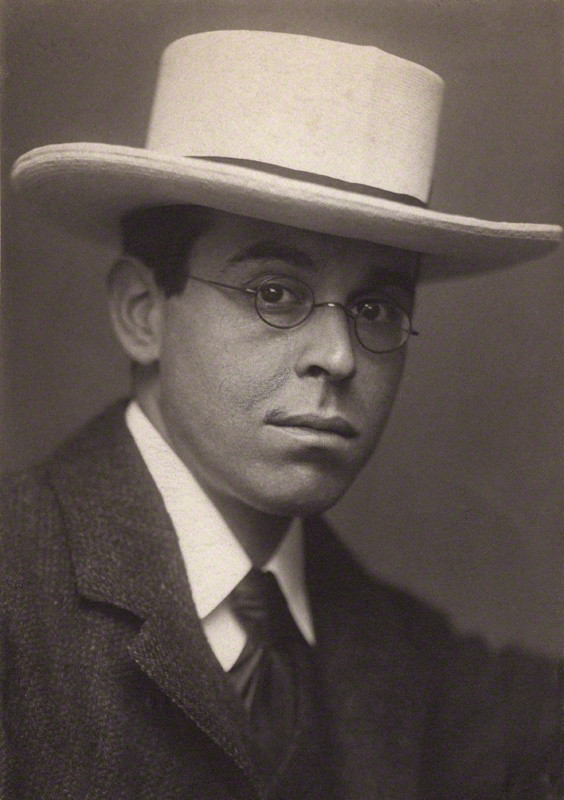
William Rothenstein (1902)
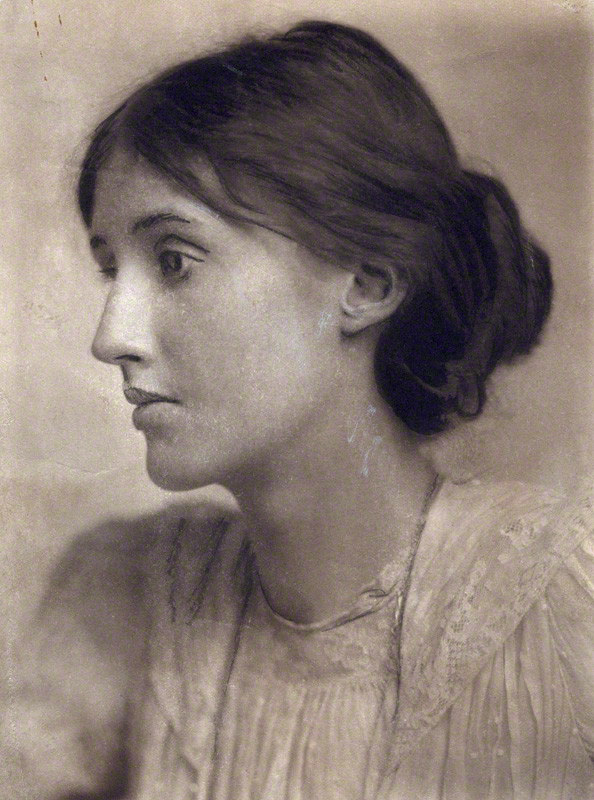
Virginia Woolf (1902)
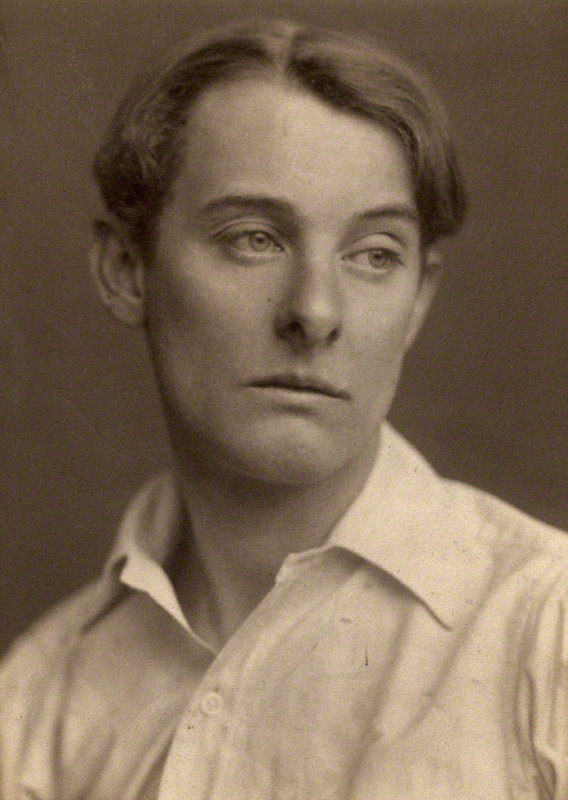
Alfred Douglas (1903)
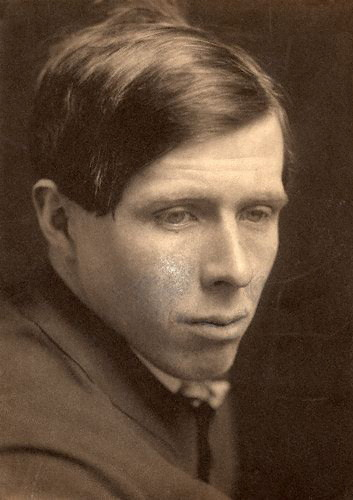
William Orpen (1903)
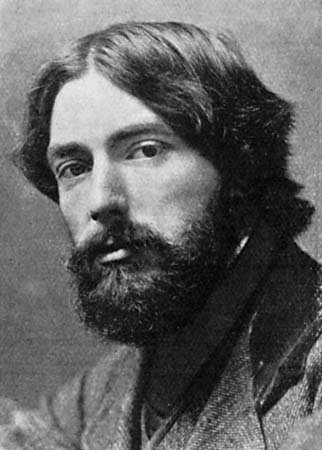
Augustus John
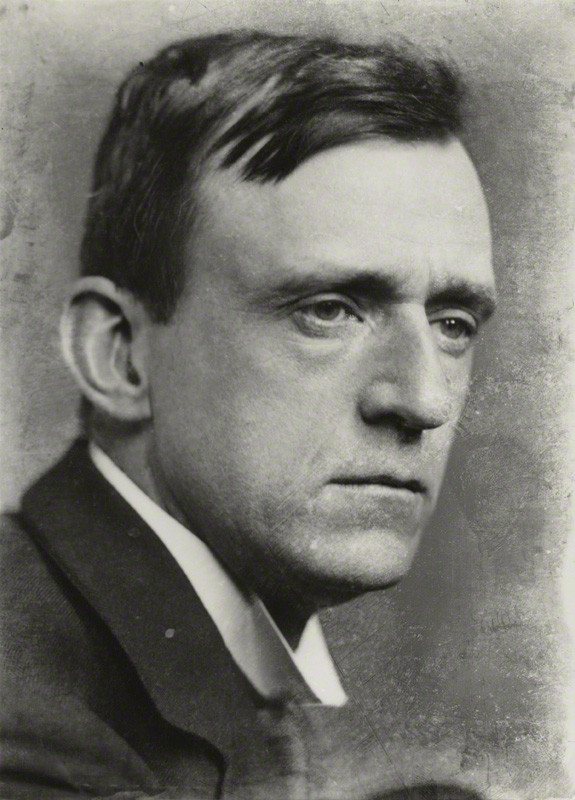
Henry Tonks
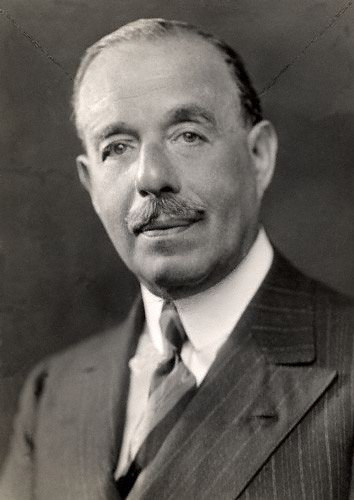
Joseph Duveen
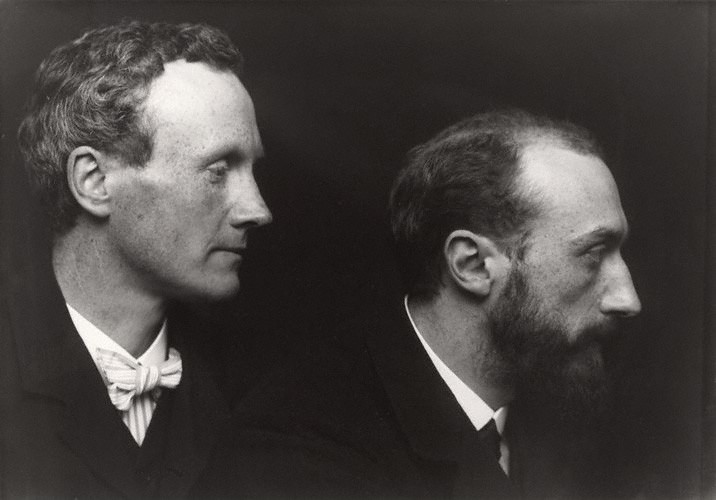
Charles Haslewood Shannon et Charles Ricketts (1903)
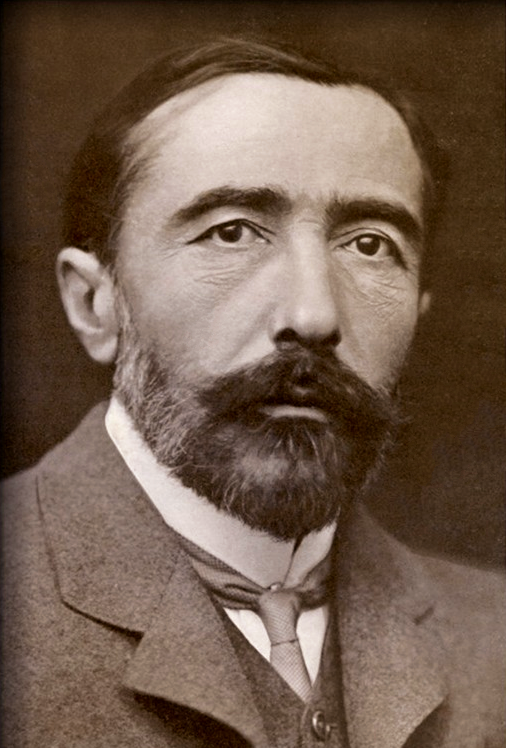
Joseph Conrad (1904)
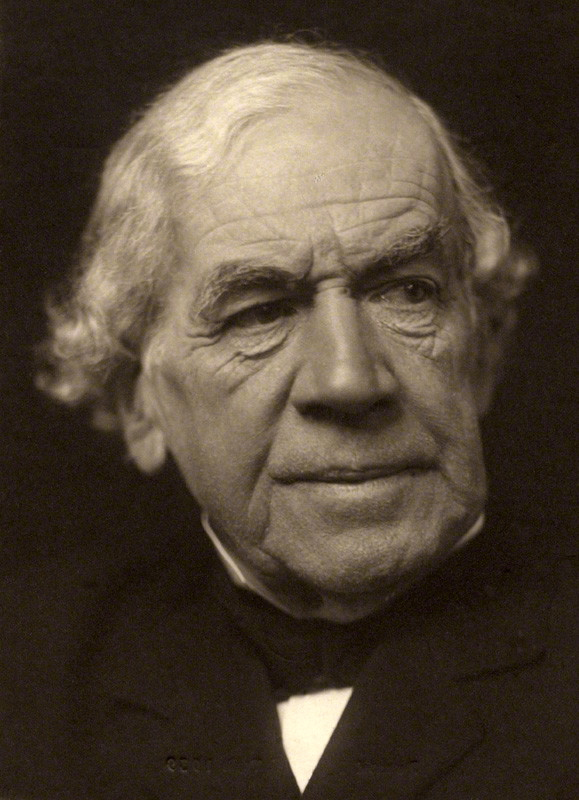
James Staats Forbes
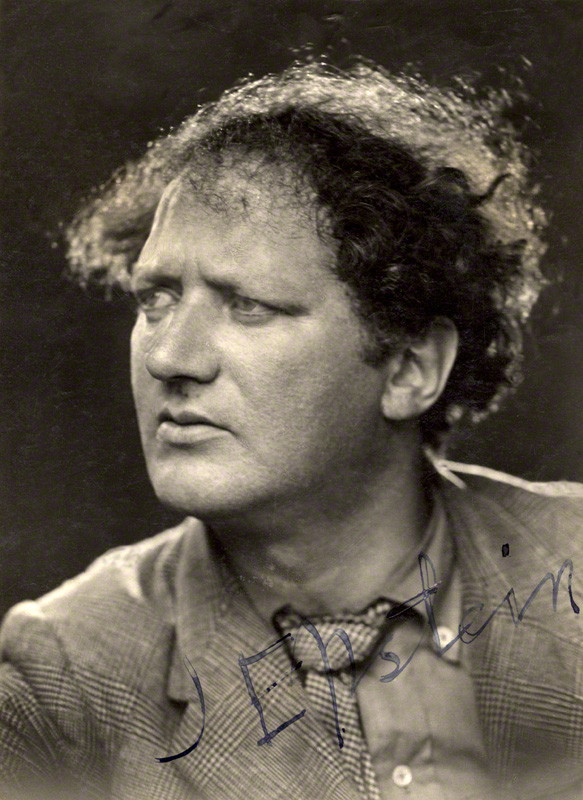
Jacob Epstein (1921)
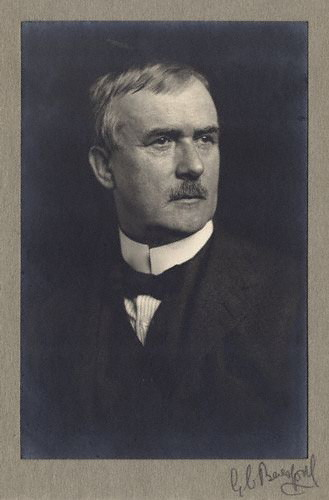
Philip Wilson Steer (1922)
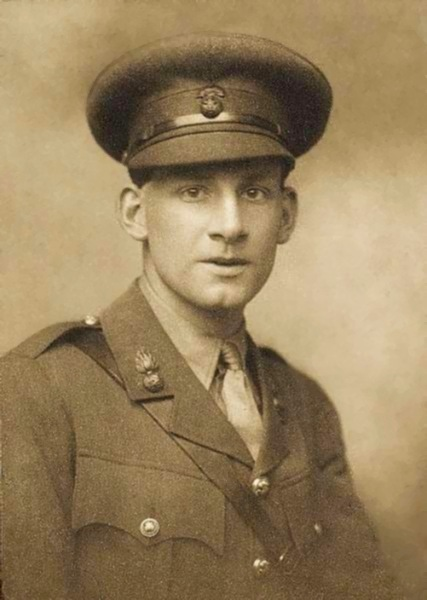
Siegfried Sassoon (1915)